# Catedral da Aurora Boreal
Catedral da Aurora Boreal - Igreja de Alta (em norueguês: Nordlyskatedralen - Alta Kirke) é uma igreja paroquial da Igreja da Noruega no município de Alta, condado de Finnmark. 

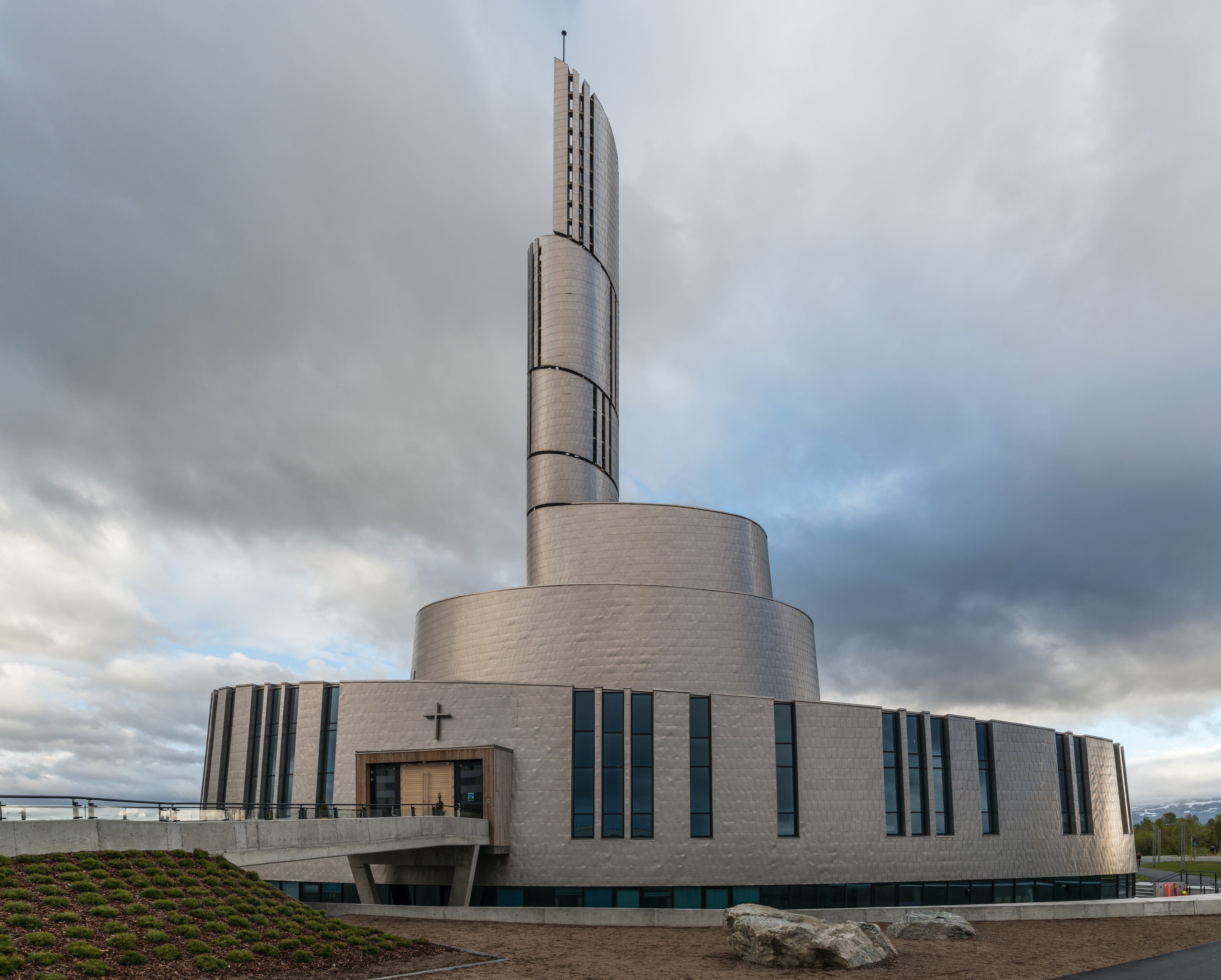
Catedral da Aurora Boreal, Alta (vista de nordeste)

O edifício fica localizado no centro da cidade de Alta. É a igreja principal da paróquia de Alta, bem como a sede do Alta prosti (decanato) na Diocese de Nord-Hålogaland. A igreja moderna foi construída em estilo circular, com a torre em espiral, em 2013. O conceito simboliza uma Aurora Boreal. Surgiu duma colaboração entre duas equipes de arquitetura a LINK arkitektur, e um escritório dinamarquês, Schmidt Hammer Lassen Architects sediado em Aarhus. A igreja pode albergar cerca de 350 pessoas. Antes da sua inauguração, a igreja principal da paróquia local era a histórica Igreja de Alta.

## Pedra fundamental
A pedra fundamental da Catedral da Aurora Boreal foi lançada na véspera do Ano Novo em 1999 pela então presidente da Câmara Municipal de Alta, Eva Nielsen, e pelo pastor Olav Ǿygard, marcando a elevação de Alta a cidade (Nordlysbyen). Esta pedra foi reposta anos mais tarde, quando a localização final do edifício foi o eixo pedonal no centro da cidade. A pedra fundamental, com conteúdo atualizado, foi lançada de novo em 18 de agosto de 2012 pelo Reverendo Olav Ǿygard e Monica Nielsen (filha de Eva Nielsen, prévia presidente da câmara), juntamente com outra pedra fundamental, lançada pela Presidente da Câmara, Laila Davidsen e pelo Bispo Per Oskar Kjǿlaas. Ambas as pedras, dentro do sol eclesiástico, contêm hinários, a Bíblia, o Novo Testamento em Sámi, revistas eclesiásticas, jornais, porta-moedas de 1999 a 2012, desenhos, fotos e outros dados relevantes.
O nome "Nordlyskatedralen Alta kirke" foi aprovado pelo Conselho Diocesano de Nord-Hålogaland em 11 de abril de 2012. Anualmente, a catedral atrai cerca de 9.000 residentes e aproximadamente 16.000 visitantes.

## Design
O período de construção da igreja foi de 2009 a 2013. O edifício foi construído em betão e carvalho, com placas de titânio como revestimento exterior. Visualmente, a peça mais singular do projeto é a espiral com um campanário. Outras características arquitectónicas incluem iluminação LED e acústica optimizada, criando uma atmosfera serena aos visitantes. 

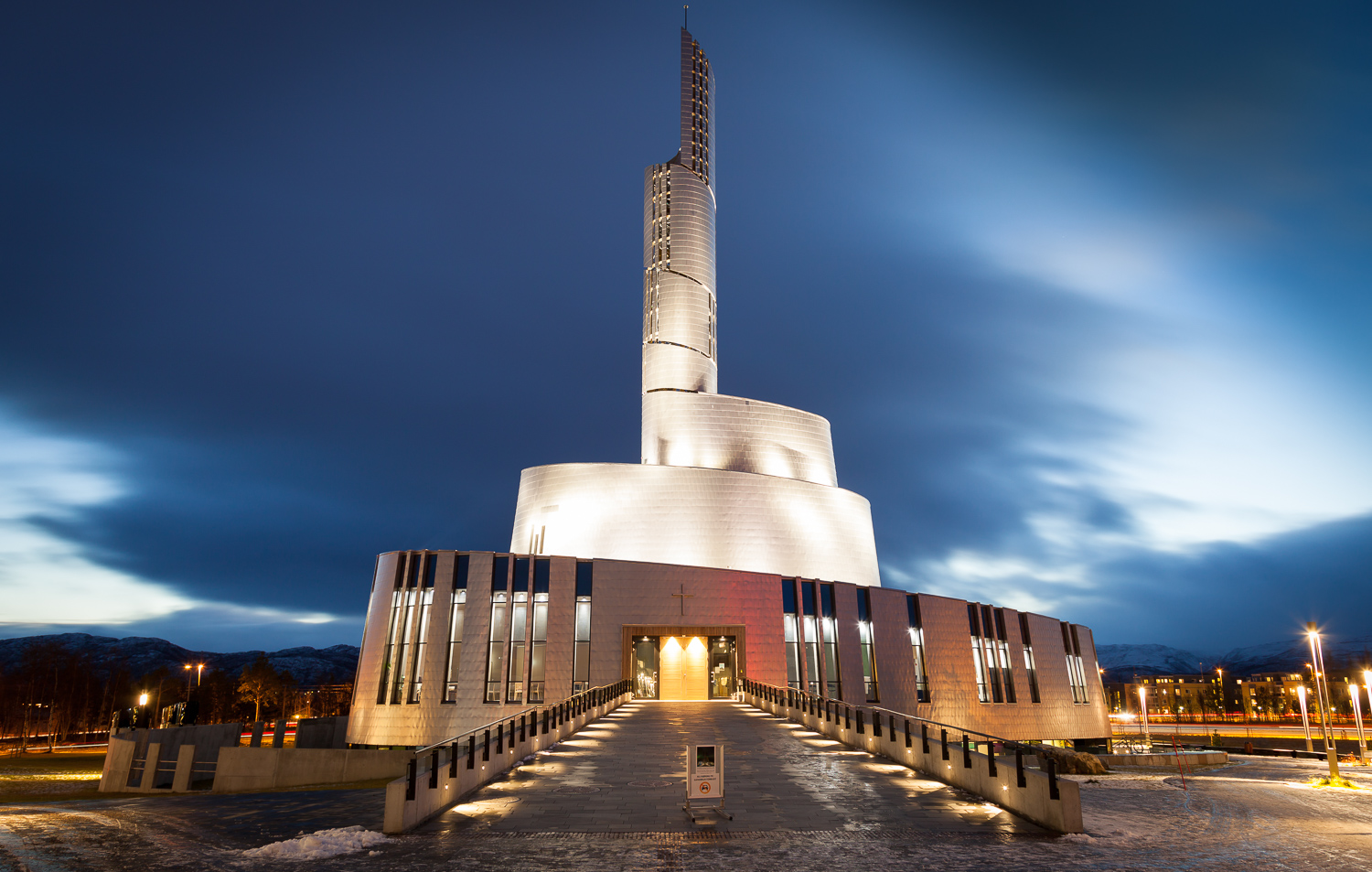
Catedral à noite

O interior contém obras de arte do pintor e ceramista Peter Brandes.
A catedral é o resultado dum concurso de arquitetura lançado em 2001 e foi projetada por Schmidt Hammer Lassen Architects em colaboração com o arquiteto Kolbjørn Jenssen, da Link Arkitektur, Frederikstad. Foi consagrada a 10 de Fevereiro de 2013 pelo Bispo Kjølaas, na presença da Princesa Herdeira da Noruega, Mette Marit. A igreja foi construída para substituir a antiga Igreja de Alta como igreja principal da paróquia e do decanato. Anteriormente, a sede da paróquia local era a histórica Igreja de Alta.

## Nome
As Auroras Boreais ou Luzes do Norte são associadas ao céu noturno do Ártico que emite raios de luz multicor. Na cerimónia de abertura, o Bispo Per Oskar Kjølaas admitiu que a palavra katedrale era controversa, pois tecnicamente significava não uma igreja paroquial, mas uma catedral (para a qual a palavra norueguesa mais comum é domkirke). Defendeu o nome pelos precedentes informais da Lofotkatedralen (Catedral de Lofoten) e da Ishavskatedralen (Catedral de Ishav), e argumentou que um bispo está em casa em todas as igrejas da diocese.

## Galeria

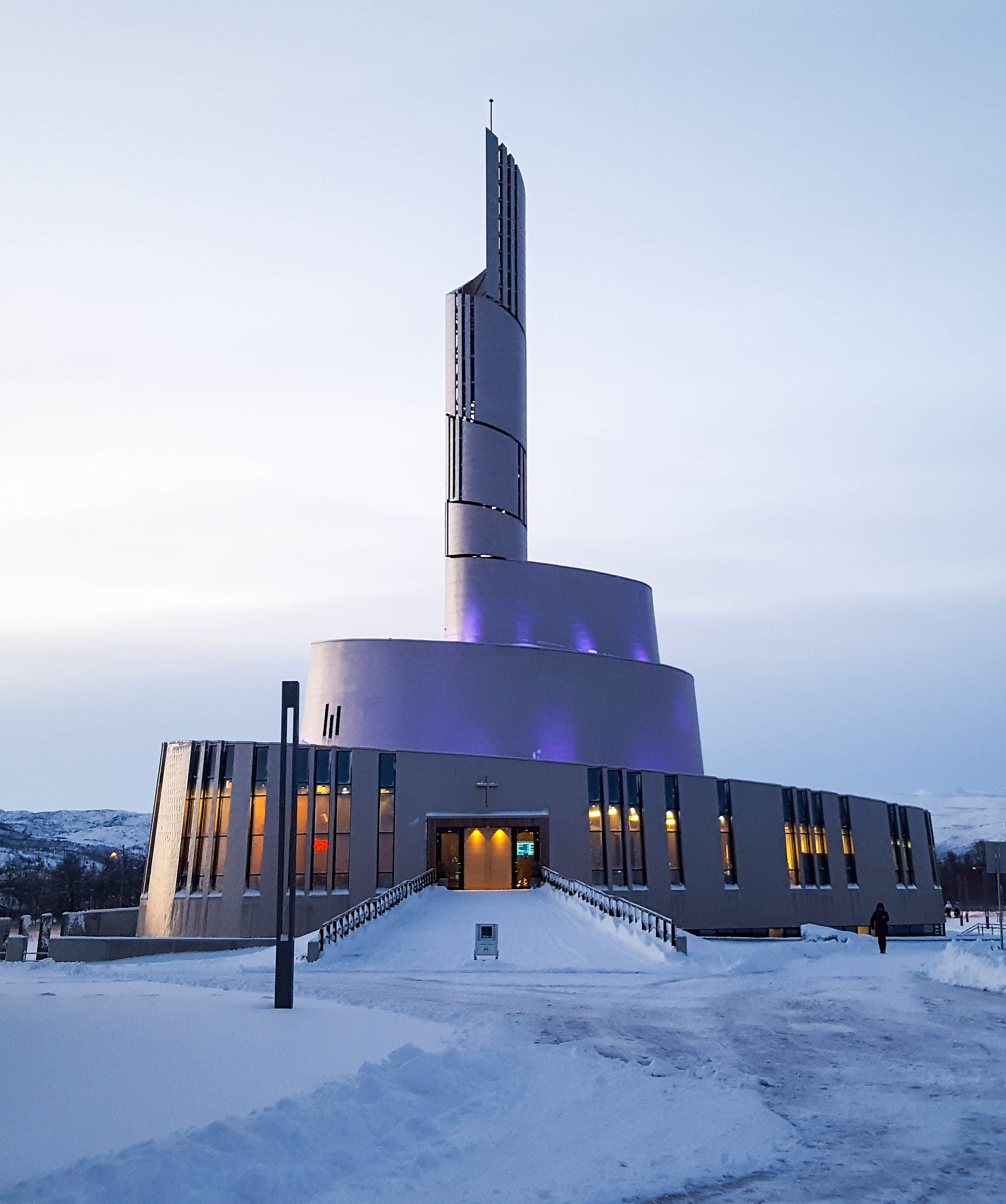
Catedral da Aurora Boreal vista da Rua do Mercado (Markedsgata) no Inverno.
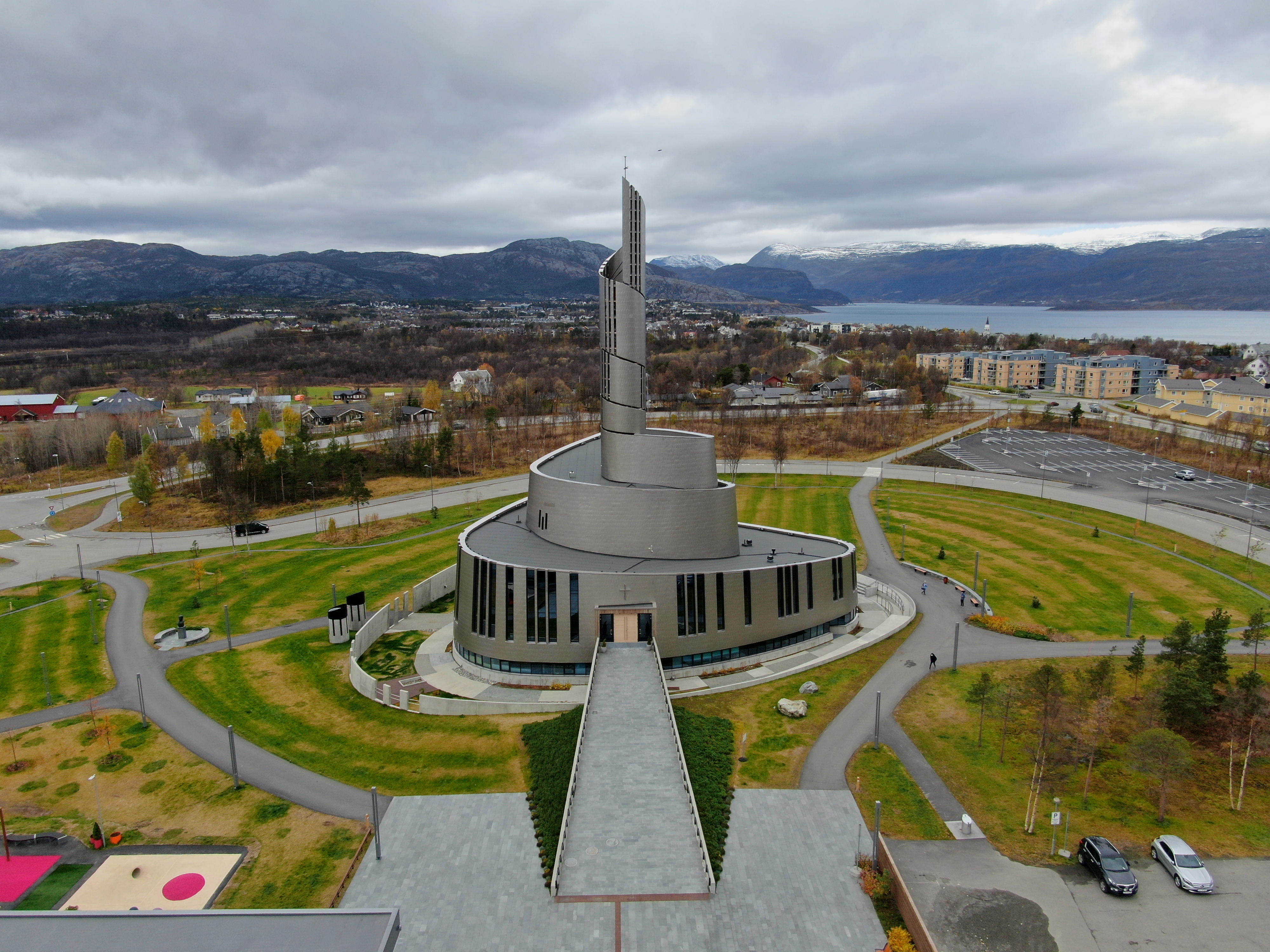
Vista aérea da catedral em Outubro de 2018.
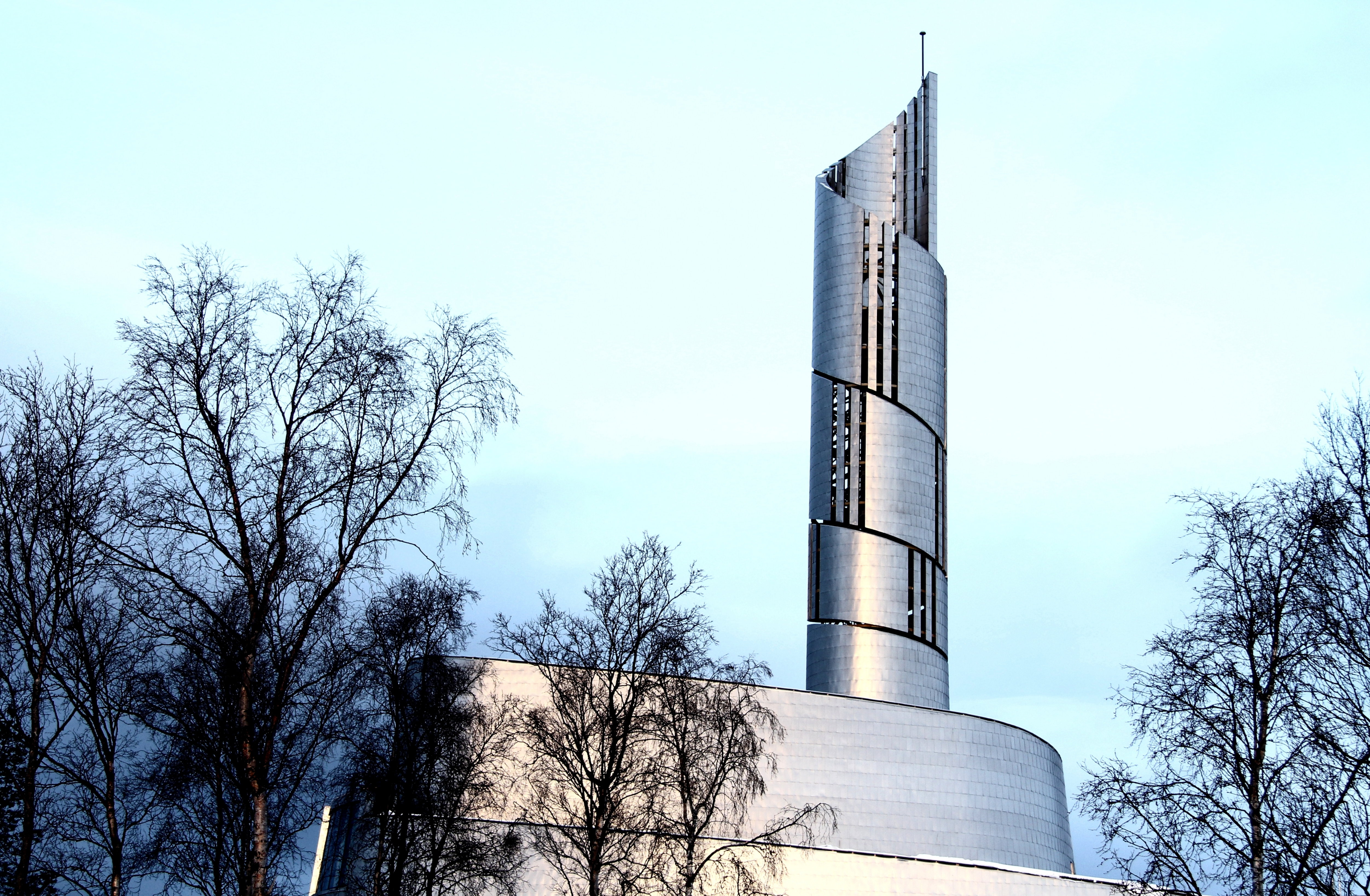
Espiral entre bétulas
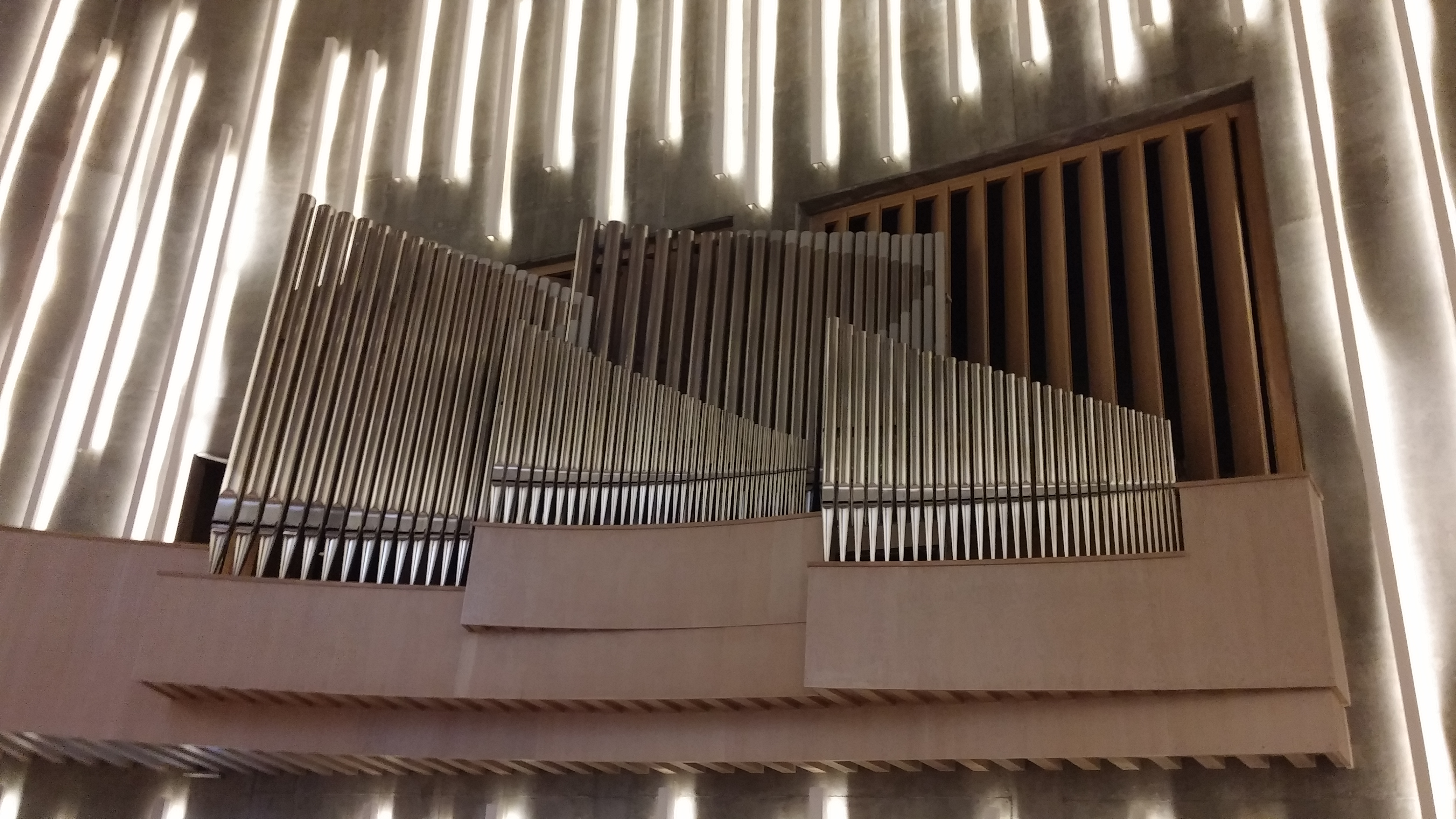
Órgão da Catedral da Aurora Boreal.
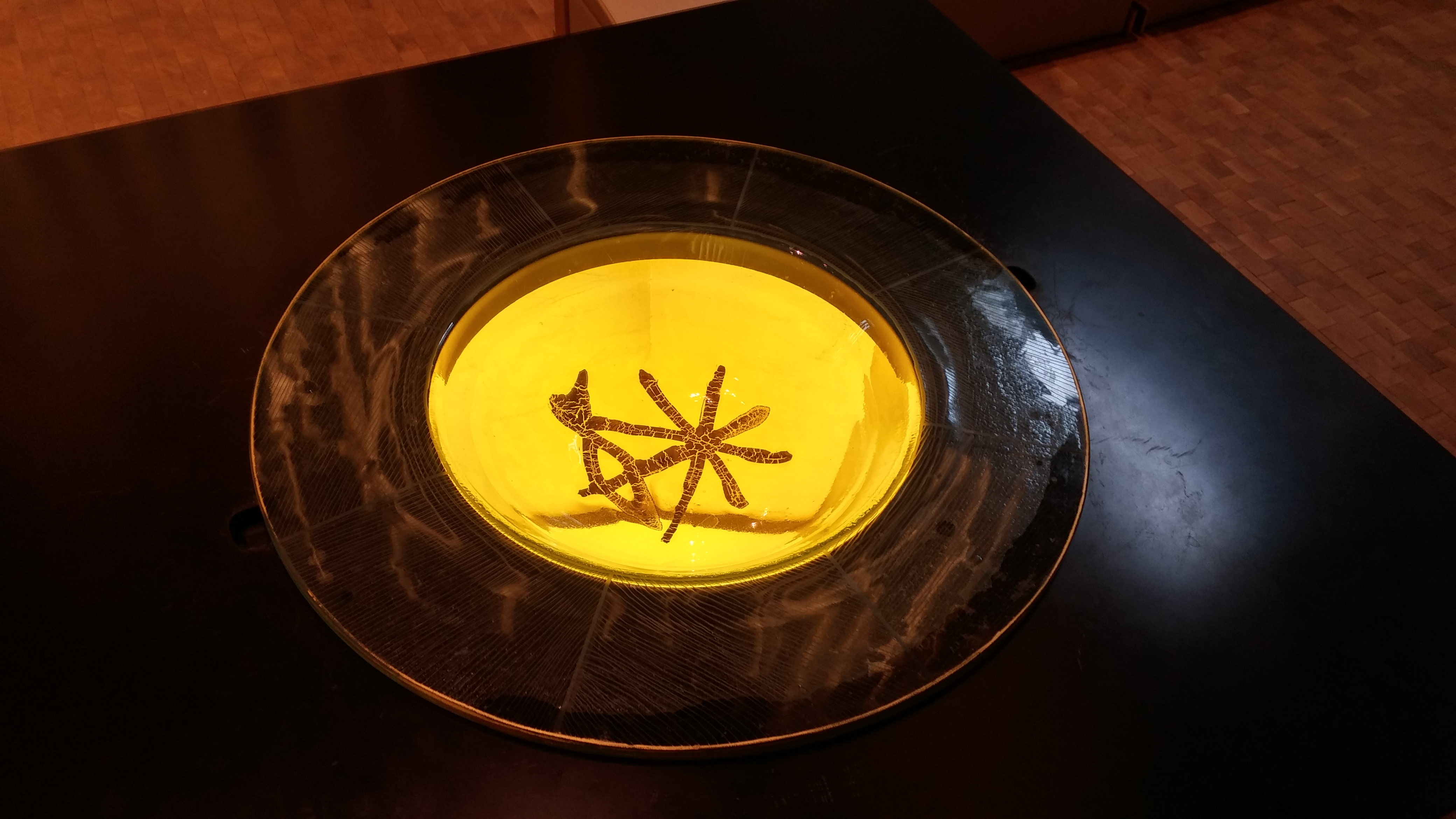
Fonte baptismal da Catedral da Aurora Boreal.